# Ana Konjuh
Ana Konjuh (n. 27 decembrie 1997, Dubrovnik, cantonul Dubrovnik-Neretva, Croația) este o jucătoare profesionistă de tenis din Croația. Cea mai bună clasare a carierei a fost locul 20 mondial, poziție atinsă la 31 iulie 2017. La momentul actual este pe locul 64 WTA. Ea a câștigat turneul Nottingham Open, în 2015, unde a învins-o chiar pe Monica Niculescu în 3 seturi.
Konjuh a fost o junioară de top, număr 1 mondial si campioană la U.S. Open și Australian Open (ambele în anul 2013).

## Legături externe
Materiale media legate de Ana Konjuh la Wikimedia Commons
- Ana Konjuh la Women's Tennis Association
- Ana Konjuh la International Tennis Federation
- Ana Konjuh pe site-ul Fed Cup